# Maria Palińska
Maria Palińska (ur. 5 kwietnia 1874 w Warszawie, zm. 18 stycznia 1940 w Skolimowie) – polska aktorka.

## Życiorys
Urodziła się 5 kwietnia 1874 w Warszawie jako córka Matyldy Dylewskiej i prawdopodobnie Siergieja Muchanowa. Była siostrą Władysława Palińskiego oraz przyrodnią siostrą Jadwigi Dylewskiej.
Śpiewu uczyła się u Heleny Marcello oraz Władysława Wojdałowicza. Zadebiutowała w 1897 w WTR rolą Heleny w sztuce "Bzy kwitną", następnie w zastępstwie Ireny Trapszo zagrała Elżbietę w sztuce "Grochowy wieniec" i w lipcu została zaangażowana do zespołu dramatu. Grała najczęściej rolę naiwne a także liryczne i amantki, np Cesia "W sieci", Zofia "Damy i huzary". W latach 1905–1907 należała do zespołu teatrów krakowski. Od września 1907 do stycznia 1908 występowała w Teatrze Polskim w Poznaniu. Występowała również na scenach teatrów w Łodzi, Białymstoku i Toruniu.
Od około 1934 mieszkała na stałe w Domu Artystów Weteranów w Skolimowie. Zmarła 18 stycznia 1940 w Skolimowie.

## Repertuar
- Kamila - "Dom otwarty"
- Klara - "Jestem zabójcą"
- Małgorzata - "Safanduły"
- Helena - "Wicek i Wacek"
- Wanda - "Mąż z grzeczności"
- Helena - "Pan Jowialski"
- Stella - "Fantazy"
- Marysia - "Wesele"
- Anna - "Warszawianka"